# Водяна рама

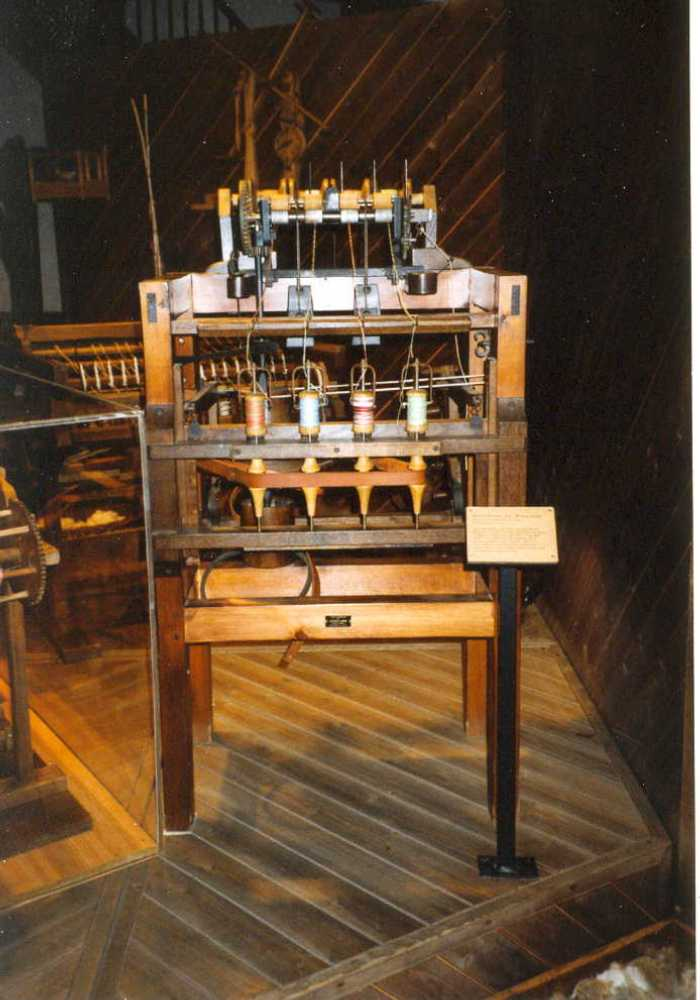

Водяна рама — це обертова рама, яка приводиться в рух водяним колесом. Водяні каркаси існували з часів Стародавнього Єгипту. Річард Аркрайт, який запатентував технологію в 1769 році, розробив модель для виробництва бавовняної нитки; це вперше було використано в 1765 році. Водяна рама Аркрайта могла обертати 96 ниток одночасно, що було простішим і швидшим способом, ніж будь-коли раніше.[4] Дизайн був частково заснований на прядильній машині, створеній для Томаса Хайса годинниковим майстром Джоном Кеєм, якого найняв Аркрайт.[5] Працюючи на водяній енергії, він виробляв міцнішу та твердішу пряжу, ніж тоді відома прядильна пряжа, і сприяв прийняттю сучасної фабричної системи.[6] Іншу водопровідну раму для виробництва текстилю було розроблено в 1760 році в ранньоіндустріалізованому місті Ельберфельд, Пруссія (нині у Вупперталі, Німеччина), німецьким власником відбілювача Йоганном Генріхом Бокмюлем.[7][8] Назва водяної рами походить від використання водяного колеса для приводу ряду обертових рам. Водяне колесо забезпечувало більше потужності для прядильної рами, ніж люди-оператори, зменшуючи кількість необхідної людської праці та різко збільшуючи кількість веретена. Однак, на відміну від прядильного дженні, водяна рама могла прясти лише одну нитку за раз до 1779 року, коли Семюель Комптон об'єднав два винаходи у своєму прядильному мулі, який був більш ефективним. Водяна рама спочатку приводилася в рух кіньми на заводі, побудованому Аркрайтом і партнерами в Ноттінгемі. У 1770 році Аркрайт і його партнери побудували млин з водяним двигуном у Кромфорді, графство Дербішир.
У 1771 році Аркрайт встановив водяну раму на своїй бавовняній фабриці в Кромфорді, Дербішир, на річці Дервент, створивши одну з перших фабрик, яка була спеціально побудована для розміщення машин, а не просто для об'єднання працівників. Це був один із перших випадків, коли робочий день визначали за годинником, а не за світловим часом, коли люди були найняті, а не просто за контрактом. У своїй остаточній формі, у поєднанні з його кардочесальною машиною, це була перша фабрика, яка використовувала безперервний процес від сировини до готового продукту в серії операцій.[9] Аркрайт відіграв значну роль у розвитку фабричної системи, оскільки він поєднав водяну енергію, водяний каркас і безперервне виробництво з сучасною практикою зайнятості.
Водяний каркас відіграв важливу роль у розвитку промислової революції — спочатку в Англії [10], але незабаром також у континентальній Європі після того, як німецькому підприємцю Йогану Готфріду Брюгельманну вдалося з'ясувати деталі технології, які зберігалися в дуже таємниці — розголошення подробиць каралося смертною карою. Брюгельманну вдалося побудувати робочі гідрокаркаси та використати їх для відкриття першої прядильної фабрики на континенті, побудованої в 1783 році в Ратінгені та також названої «Кромфорд», звідки технологія поширилася по всьому світу. У будівлі фабрики сьогодні розташований музей, який є єдиним у світі місцем, де можна побачити діючий водяний каркас.[11] Семюель Слейтер привіз водяну раму до Америки, обійшовши англійську заборону 1774 року текстильним робітникам виїжджати та запам'ятовувати деталі її конструкції; він виїхав до Нью-Йорка в 1789 році.[12] У 1793 році Мозес Браун і Слейтер об'єдналися, щоб створити Slater Mill у Потакеті, першу в Америці машину з водяним приводом для виготовлення ниток.[13]